# Guinina
Guinina (avui dia escrit Ginina) és una població de Mali al cercle de Kati, antigament al país del Bélédougou, a la ruta entre Kita i Bamako. Era una població amb unes fortificacions (tata) que els servien per fer front als atacs dels tuculors de Ségou amb els quals estaven enfrontats.
Joseph Gallieni va enviar el 1880 al tinent Piètri, i després hi va arribar ell mateix enmig de l'hostilitat dels habitants de la regió i dels mateixos habitants de Guinina, que estaven dirigits per un ancià bambara que va impedir al francesos entrar a la població (8 de maig de 1880). Gallieni l'endemà va dubtar entre fer-se fort a la ciutat o seguir avançant i finalment va seguir endavant cap a Dio on els francesos foren atacats.
El 1883 la columna del coronel Borgnis-Desbordes va seguir el mateix camí de Gallieni; després de passar per Ouoloni va arribar a Guinina, on la tata local suposava un bon lloc per establir una posició de comunicacions, seguint després a Dio i Diaka, arribant a Bamako el 31 de gener de 1883 on van construir un fort el febrer. La brigada telegràfica va posar els pals de Kita a Bamako i el capità Bonnier va fer la topografia de la zona.